# 161349 Mecsek
161349 Mecsek è un asteroide della fascia principale. Scoperto nel 2003, presenta un'orbita caratterizzata da un semiasse maggiore pari a 2,6542469 UA e da un'eccentricità di 0,0303092, inclinata di 2,27176° rispetto all'eclittica.